# Olympische Sommerspiele 2008/Teilnehmer (Hongkong)
| Gelbes Symbol für Goldmedaillen mit stilisierten Olympischen Ringen | Graues Symbol für Silbermedaillen mit stilisierten Olympischen Ringen | Braundes Symbol für Bronzemedaillen mit stilisierten Olympischen Ringen |
| ------------------------------------------------------------------- | --------------------------------------------------------------------- | ----------------------------------------------------------------------- |
| —                                                                   | —                                                                     | —                                                                       |

Hongkong nahm 2008 zum fünfzehnten Mal an den Olympischen Sommerspielen in Peking teil. Insgesamt starteten 34 Teilnehmer.
Außerdem war Hongkong Gastgeber der Reitwettbewerbe der Peking Spiele im Reitsportzentrum Hongkong.

## Teilnehmer nach Sportarten

### Badminton
Frauen:
- Yip Pui Yin (Einzel)
- Wang Chen (Einzel)

Männer:
- Ng Wei (Einzel)

### Fechten
Frauen:
- Chow Tsz Ki (Säbel Einzel)
- Yeung Chui Ling (Florett Einzel)

Männer:
- Lau Kwok Kin (Florett Einzel)

### Leichtathletik
Frauen:
- Wan Kin Yee (100 m)

Männer:
- Lai Chun Ho (100 m)

### Radsport

#### Bahn
Frauen:
- Wong Wan Yiu, Jamie (Punktefahren)

Männer:
- Wong Kam Po (Punktefahren)

#### Straßenrennen
Männer:
- Wu Kin San (Straßenrennen)

Wu ist der erste Athlet aus Hong Kong, der das Straßenrennen erfolgreich beendete.

#### Mountainbike (BMX)
Männer:
- Chan Chun Hing (Cross Country)

### Reiten
Die Reiter aus Hong Kong nahmen zum ersten Mal an Olympischen Reitbewerben teil.
Springreiten:
- Kenneth Cheng (Einzel, Mannschaft)
- Patrick Lam (Einzel, Mannschaft)
- Samantha Lam (Einzel, Mannschaft)
- Jennifer Lee (Einzel, Mannschaft)

Jennifer Lee zog wegen gesundheitlicher Probleme ihres Pferdes Mr Burns in beiden Bewerben zurück.

### Rudern
Frauen:
- Lee Ka Man (Einer)

Männer:
- Chow Kwong Wing (Leichter Doppelzweier)
- Law Hiu Fung (Einer)
- So Sau Wah (Leichter Doppelzweier)

### Schießen
Männer:
- Wong Fai (Schnellfeuerpistole)

### Schwimmen
Frauen:
- Hoi Shun Stephanie Au (200 m Freistil, 400 m Freistil, 800 m Freistil)
- Elaine Chan (50 m Freistil)
- Sherry Tsai (100 m Rücken, 200 m Lagen)
- Hannah Wilson (100 m Freistil, 100 m Schmetterling)

### Segeln
Frauen:
- Chan Wai Kei (Windsurfen)

Männer:
- Chan King Yin (Windsurfen)

### Tischtennis
Frauen:
- Lau Sui Fei (Einzel, Mannschaft)
- Lin Ling (Einzel, Mannschaft)
- Tie Yana (Einzel, Mannschaft)
- Yu Kwok See (Ersatz: Einzel, Mannschaft)

Männer:
- Cheung Yuk (Einzel, Mannschaft)
- Ko Lai Chak (Einzel, Mannschaft)
- Leung Chu Yan (Ersatz: Einzel, Mannschaft)
- Li Ching (Einzel, Mannschaft)

### Triathlon
Frauen:
- Tania So Ning Mak

Männer:
- Daniel Chi Wo Lee